# زوتی زد۷۰۰
زوتی زد ۷۰۰ (به انگلیسی: Zotye Z700) یک سدان فول سایز بود که توسط خودروساز چینی زوتی اتو تولید شد. این سدان پرچمدار این برند محسوب می‌شود.

## بررسی اجمالی

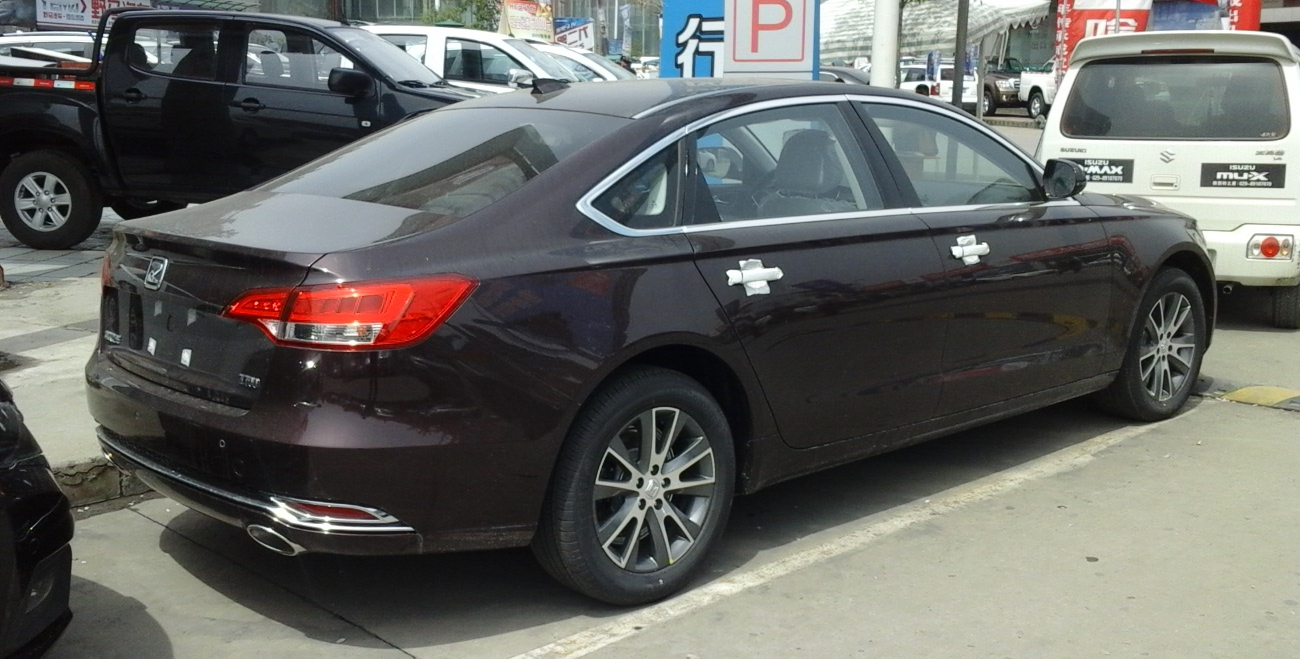
زوتی زد ۷۰۰ عقب

زوتی زد ۷۰۰ در سال ۲۰۱۵ در نمایشگاه خودرو شانگهای و بالاتر از سدان سایز متوسط زوتی زد ۵۰۰ قرار گرفت. در مرحله توسعه زوتی زد ۷۰۰، این سدان فول سایز در واقع زوتی زد ۶۰۰ نامیده می‌شد.
نیرو از یک توربو ۱٫۸ لیتری از طریق ۵ سرعته دستی یا ۶ سرعته دی سی تی تأمین می‌شود که چرخ‌های جلو را تأمین می‌کند. زوتی زد ۷۰۰ در سال ۲۰۱۵ با قیمت‌های ۱۰۵۸۰۰ یوان تا ۱۶۵۸۰۰ یوان در بازار چین موجود است.

### طرح
این خودرو بیشتر طراحی خود را بر اساس آئودی آی ۶ دارد.

## زوتی زد ۷۰۰ اچ
زوتی زد ۷۰۰ اچ نسخه فیس لیفت ۲۰۱۸ سدان زوتی زد ۷۰۰ است که جزئیات ظاهری ظریف داخلی و خارجی را به روز می‌کند. با وجود قیمت ارزان، فضای داخلی این سدان مجهز به سیستم صوتی است که فقط برای خودروهای لوکس ساخته شده‌است.

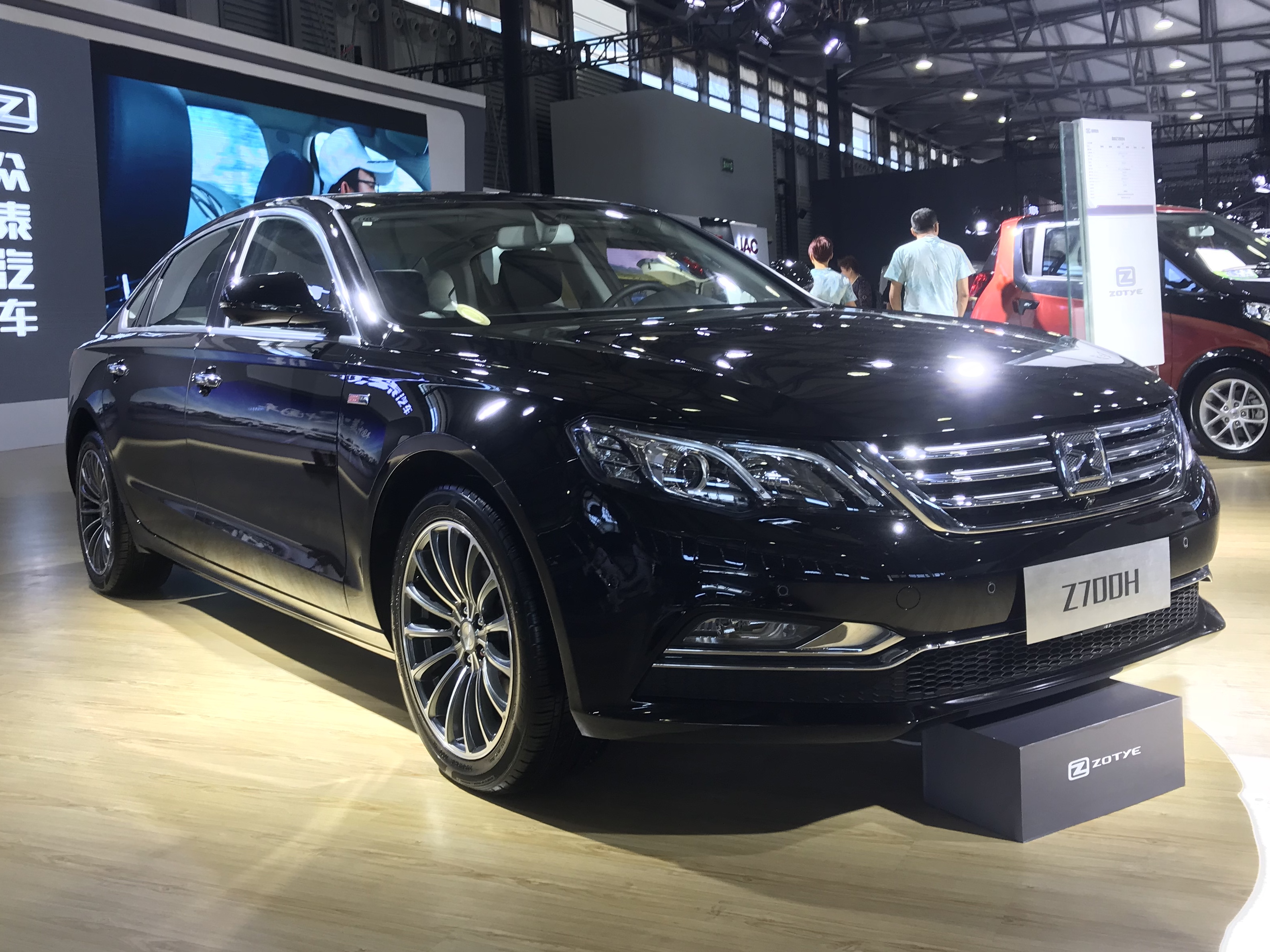
زوتی ۷۰۰ اچ از جلو
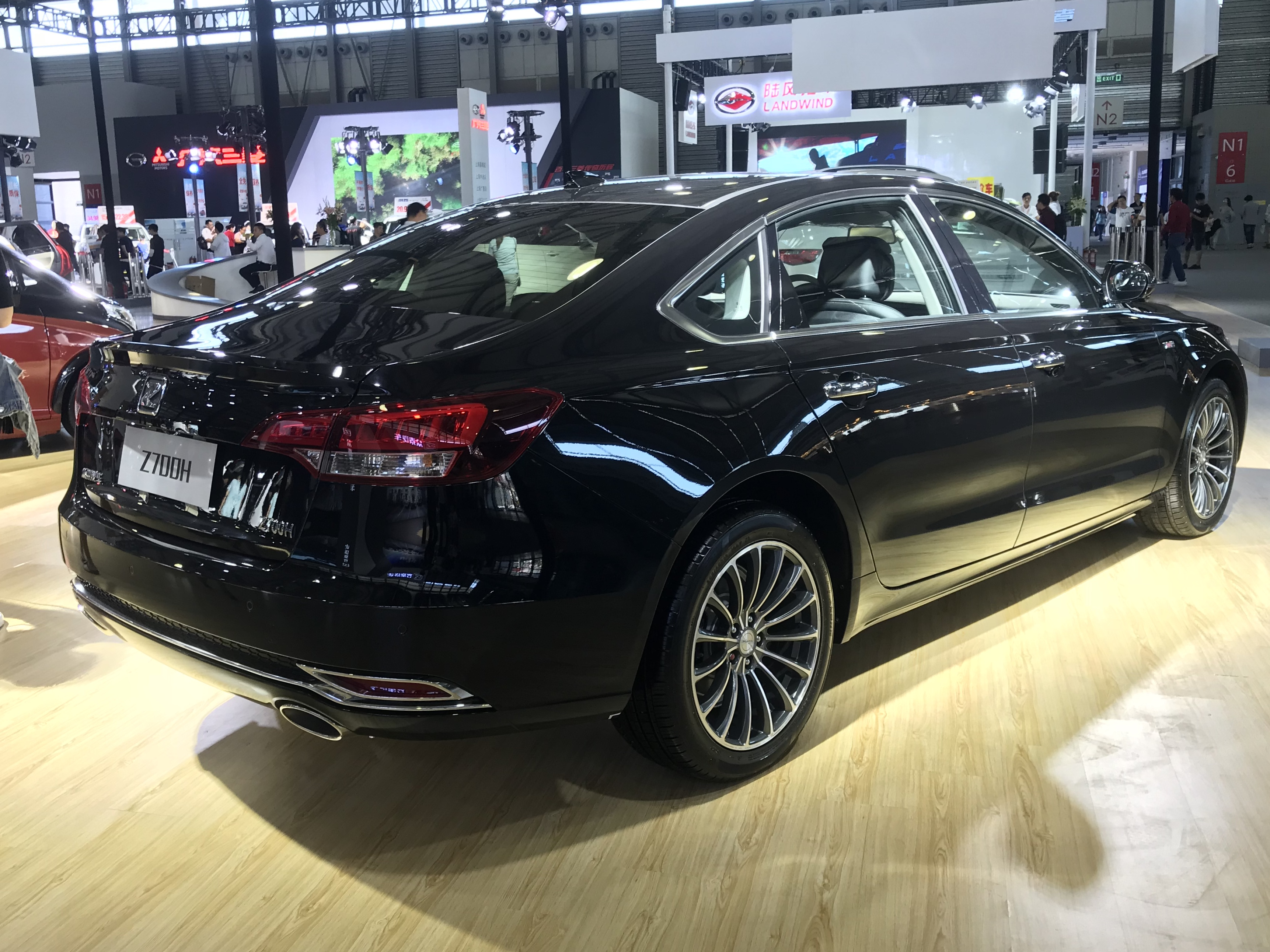
زوتی زد ۷۰۰ اچ از پشت